# TTC36
TTC36 (англ. Tetratricopeptide repeat domain 36) – білок, який кодується однойменним геном, розташованим у людей на 11-й хромосомі. Довжина поліпептидного ланцюга білка становить 189 амінокислот, а молекулярна маса — 20 896.
| 10         |  | 20         |  | 30         |  | 40         |  | 50         |
| ---------- |  | ---------- |  | ---------- |  | ---------- |  | ---------- |
| MGTPNDQAVL |  | QAIFNPDTPF |  | GDIVGLDLGE |  | EAEKEEREED |  | EVFPQAQLEQ |
| SKALELQGVM |  | AAEAGDLSTA |  | LERFGQAICL |  | LPERASAYNN |  | RAQARRLQGD |
| VAGALEDLER |  | AVELSGGRGR |  | AARQSFVQRG |  | LLARLQGRDD |  | DARRDFERAA |
| RLGSPFARRQ |  | LVLLNPYAAL |  | CNRMLADMMG |  | QLRRPRDSR  |  |            |

A: Аланін

C: Цистеїн

D: Аспарагінова кислота

E: Глутамінова кислота

F: Фенілаланін

G: Гліцин

I: Ізолейцин

K: Лізин

L: Лейцин

M: Метіонін

N: Аспарагін

P: Пролін

Q: Глутамін

R: Аргінін

S: Серин

T: Треонін

V: Валін

Задіяний у такому біологічному процесі, як альтернативний сплайсинг. 